# Toshikazu Katayama
Toshikazu Katayama (片山 敏一 Katayama Toshikazu?,  Japón, 5 de junio de 1913-¿?) fue un patinador de patinaje artístico sobre hielo japonés. Katayama ganó el Campeonato de Japón en 1933-1935, 1937 y 1938, y representó a Japón en los Juegos Olímpicos de Invierno de 1936 y en el Campeonato Mundial de 1936. Estudió y entrenó en la Universidad Kwansei Gakuin.

## Carrera

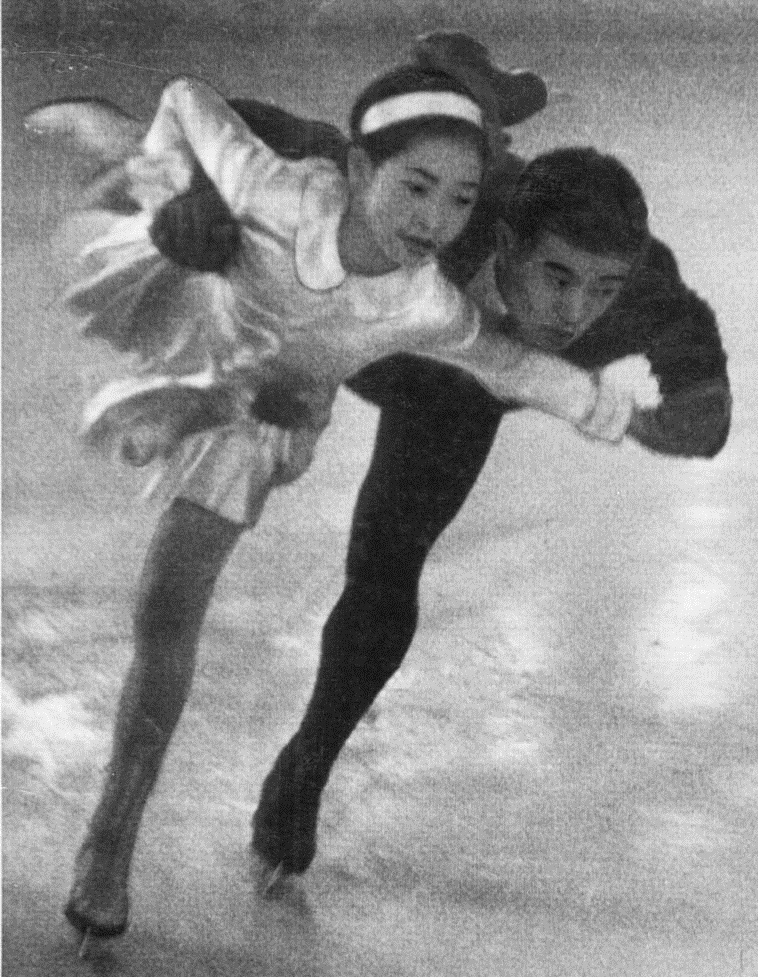
Katayama junto a Etsuko Inada en 1937.

Katayama fue pioneo en el área del patinaje artístico en Japón. Durante su carrera, ganó el campeonato japonés en cinco ocasiones; la primera vez en 1933 y luego en 1934, 1935, 1937, 1938, respectivamente.
En 1936, representó a su país en tres grandes competiciones internacionales; en los Juegos Olímpicos de Berlín, los Juegos Olímpicos de Invierno y el Campeonato Mundial en París. Fue el primer patinador japonés en participar en todas estas competiciones. En su viaje por Europa, fue acompañado por sus compatriotas Kazuyoshi Oimatsu, Etsuko Inada, Zenjiro Watanabe y Tsugio Hasegawa.
Las competiciones de patinaje internacionales fueron interrumpidas durante la Segunda Guerra Mundial de 1940 a 1946. Como Japón fue uno de los países derrotados, los atletas japoneses fueron expulsados de las competiciones internacionales durante cuatro años, de 1947 a 1950. Katayama se retiró del deporte en 1938.

## Aspectos competitivos
| Evento             | 1932 | 1933 | 1934 | 1935 | 1936 | 1937 | 1938 |
| ------------------ | ---- | ---- | ---- | ---- | ---- | ---- | ---- |
| Juegos de Invierno |      |      |      |      | 15.º |      |      |
| Campeonato Mundial |      |      |      |      | 13.º |      |      |
| Campeonato Japonés | 2.º  | 1.er | 1.er | 1.er |      | 1.er | 1.er |